# Muddaganahalli, Pavagada
Muddaganahalli là một làng thuộc tehsil Pavagada, huyện Tumkur, bang Karnataka, Ấn Độ.